# Heichū monogatari

Le Heichū monogatari (平中物語/平仲物語), aussi connu comme Heichū nikki (平中日記) ou Sadafun nikki (貞文日記), est un conte poétique (歌物語, uta monogatari, littéralement « conte-poème ») japonais d'un auteur inconnu du milieu de l'époque de Heian (794-1185). On pense que ce texte comptant trente-neuf sections est apparu entre 960 et 965.
À l'instar des autres uta monogatari, sa construction tourne autour des poèmes qui composent le noyau de chaque section. Le personnage principal est un homme réputé pour ses amours, connu sous le nom Heichū Sadafun (ou Sadafumi).

## Édition
- Le dit de Heichû (prés. et trad. René Sieffert), Lagrasse, Verdier, coll. « Verdier/poche », 2013  (ISBN 978-2-86432-738-7) Présentation de l'éditeur.